# 夏巴茲·謝里夫
米安·穆罕默德·夏巴茲·謝里夫（英語：Mian Muhammad Shehbaz Sharif，1951年9月23日—），巴基斯坦政治人物、现任巴基斯坦总理，曾三次擔任巴基斯坦旁遮普省首席部長（Chief Minister）。
夏巴茲·謝里夫生於旁遮普省政治世家，其兄納瓦茲·謝里夫亦曾任總理。在兄長因巴拿馬貪污案而被終身剝奪政治權利後，夏巴茲·謝里夫兄終弟及成為巴基斯坦穆斯林聯盟（謝里夫派）的主席。

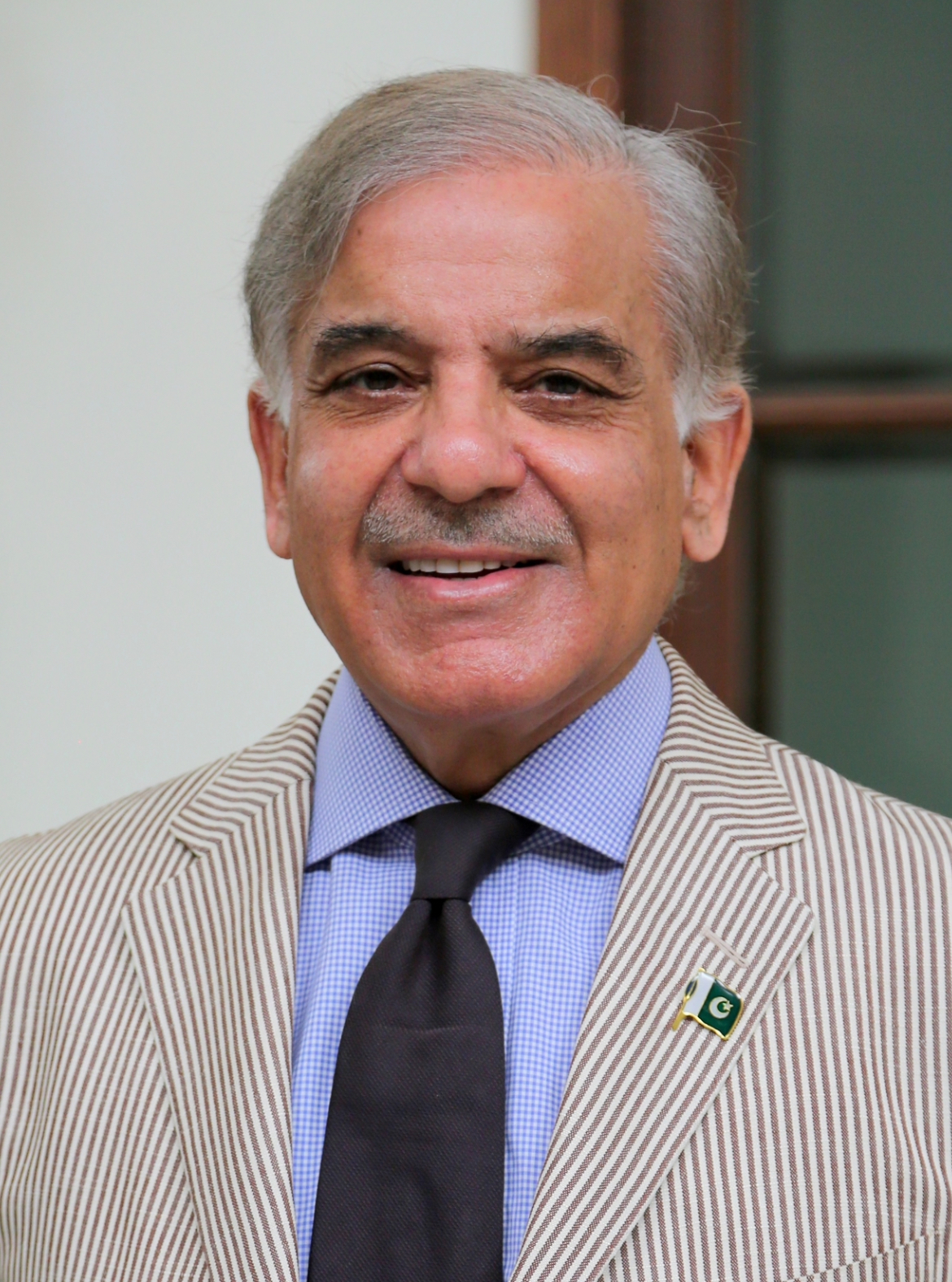
總理官方肖象

2018年7月25日，他代表謝里夫派首次參加大選，角逐總理一職。
2022年4月11日，巴基斯坦国民议会召开會議舉行新總理選舉，夏巴兹·谢里夫以174票當選為第23屆巴基斯坦總理。2024年3月再度當選巴基斯坦總理。

## 外交关系

### 对华
夏巴兹主政旁遮普省期间一直与中国保持良好的合作，期间他积极推动了中巴經濟走廊项目等一系列大型基建工程，包括拉合尔轨道交通橙线以及萨希瓦尔燃煤电站等项目并得到时任中国驻巴基斯坦大使农融的赞赏。但是，中国时任外交部长秦刚也对巴基斯坦政局的不稳定表示了担忧。

### 对美国
穆盟（谢里夫派）传统上倾向于和美国保持良好关系，夏巴兹表示这对巴基斯坦至关重要。在伊姆蘭·汗执政时期两国关系急剧恶化后，巴基斯坦面临着独立以来前所未有的经济危机，政府试图在美国拜登政府的帮助下获得国际货币基金组织的贷款。然而，除此之外其改善美巴关系的努力只得到了冷淡的回应，美国将印度而不是巴基斯坦视为该地区的战略合作伙伴，并限制了与巴基斯坦的接触。

### 对印度
据路透社、法广等媒体报道，夏巴兹表示希望与印度改善关系。但是在巴基斯坦面临内部多重危机的情况下，印度莫迪政府漠视了巴基斯坦的请求，印巴关系持续保持「冷和平」状态。